# Wydział Zarządzania i Komunikacji Społecznej Uniwersytetu Jagiellońskiego
Wydział Zarządzania i Komunikacji Społecznej Uniwersytetu Jagiellońskiego – jeden z największych wydziałów Uniwersytetu Jagiellońskiego. Istnieje od 1996 roku. Od lutego 2009 jego siedziba znajduje się na Kampusie 600-lecia Odnowienia UJ przy ul. Łojasiewicza 4.

## Uprawnienia

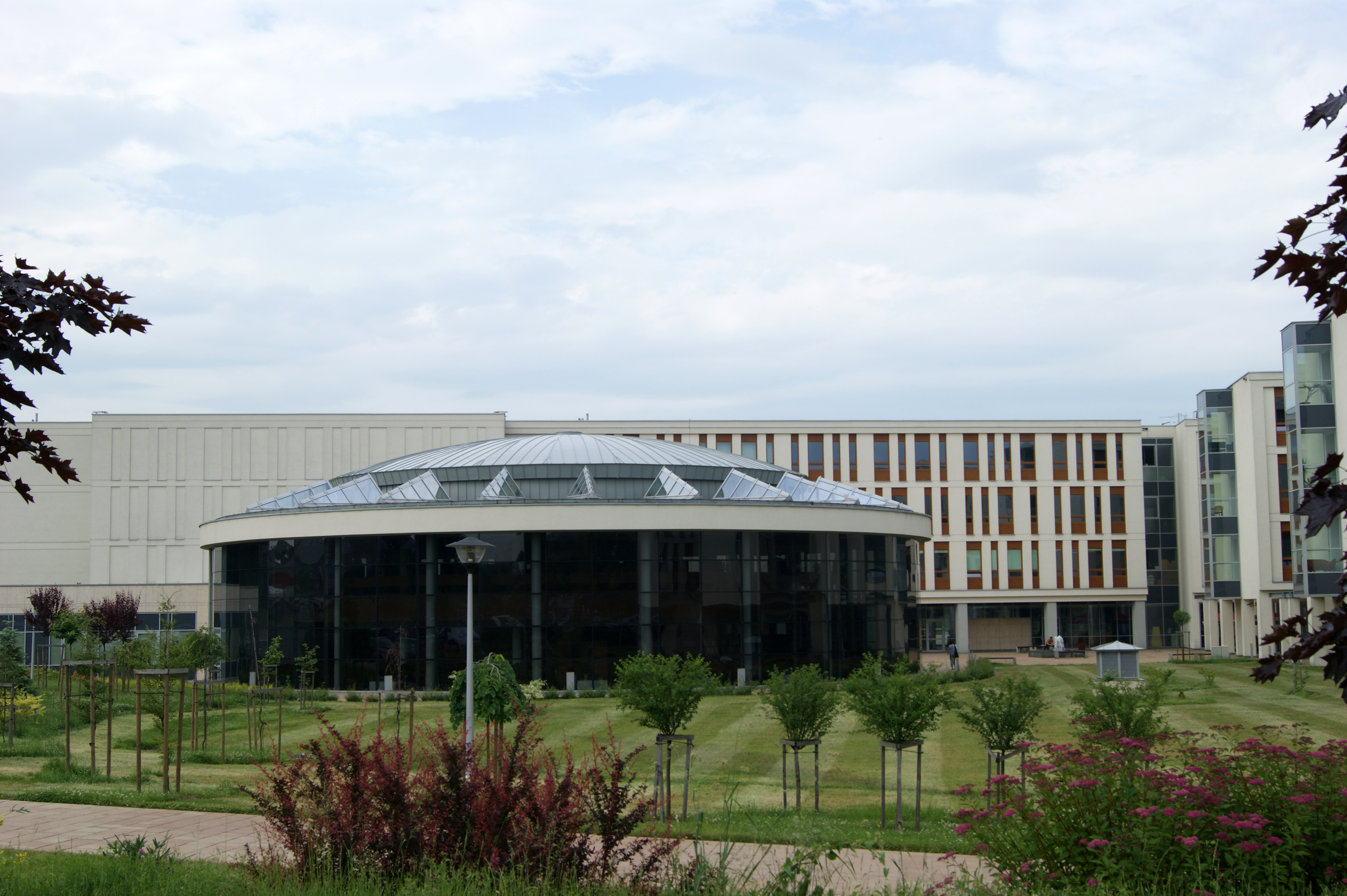
Na pierwszym planie biblioteka wydziałowa

Wydział posiada następujące uprawnienia nadawania stopni naukowych:
- doktora habilitowanego nauk humanistycznych w dyscyplinie nauki o zarządzaniu
- doktora habilitowanego nauk humanistycznych w dyscyplinie nauki o sztuce,
- doktora nauk humanistycznych w dyscyplinie nauki o zarządzaniu,
- doktora nauk ekonomicznych w dyscyplinie nauki o zarządzaniu,
- doktora nauk humanistycznych w dyscyplinie nauki o sztuce,
- doktora nauk humanistycznych w dyscyplinie bibliologia.

## Struktura wydziału
W skład wydziału wchodzą:
- Instytut Studiów Informacyjnych[4],
- Instytut Sztuk Audiowizualnych[5],
- Instytut Ekonomii, Finansów i Zarządzania[6],
- Instytut Dziennikarstwa, Mediów i Komunikacji Społecznej[7],
- Instytut Spraw Publicznych[8],
- Instytut Psychologii Stosowanej[9],
- Instytut Kultury[10],
- Katedra Lingwistyki Komputerowej[11],
- Katedra Systemów Informatycznych[12],
- Instytut Przedsiębiorczości[13].

Poza tym w ramach wydziału istnieją Centrum Edukacji Służb Publicznych i Administracji, Biblioteka WZiKS oraz Pracownia Multimedialna i Komputerowa.

## Władze Wydziału
Władze Wydziału Zarządzania i Komunikacji Społecznej w kadencji 2024–2028:
- Dziekan: dr hab. Ewa Bogacz-Wojtanowska, prof. UJ
- Prodziekan ds. nauki: prof. dr hab. Krzysztof Loska
- Prodziekan ds. dydaktyki: dr hab. Weronika Świerczyńska-Głownia, prof. UJ
- Prodziekan ds. rozwoju: dr hab. Jerzy Rosiński, prof. UJ